# Geospiza difficilis
El pinzón de Darwin picofino o pinzón terrestre piquiagudo (Geospiza difficilis) es una especie de ave paseriforme de la familia Thraupidae perteneciente al género Geospiza. Es endémico de las islas Galápagos en Ecuador. Pertenece al grupo denominado pinzones de Darwin.

## Distribución y hábitat
Se encuentra únicamente en las islas Fernandina, Santiago y Pinta. En las tres islas habita en los bosques húmedos altos estructuralmente complejos y densos de Zanthoxylum. Anteriormente también se encontraba en las islas Santa Cruz y Floreana donde se ha extinguido, y posiblemente además pudiera encontrase en los montes de Isabela. Su área de distribución ha disminuido por la degradación y destrucción de su hábitat.

## Descripción
Es un pájaro relativamente pequeño, y como indica su nombre con el pico puntiagudo. Mide entre 11 y 12 cm de longitud, y pesa alrededor de 20 g. Los machos tienen el plumaje negro, mientras que las hembras presentan un plumaje pardo en las partes superiores y con veteado pardo sobre fondo blanquecino en las inferiores.

## Sistemática

### Descripción original
La especie G. difficilis fue descrita por primera vez por el ornitólogo británico Richard Bowdler Sharpe en 1888 bajo el mismo nombre científico; su localidad tipo es: «Abingdon (actual Isla Pinta), Islas Galápagos».

### Etimología
El nombre genérico femenino Geospiza es una combinación de las palabras del griego «geō», que significa ‘suelo’, y «σπιζα spiza» que es el nombre común del pinzón vulgar, vocablo comúnmente utilizado en ornitología cuando se crea un nombre de un ave que es parecida a un pinzón, ; y el nombre de la especie «difficilis» que en latín moderno significa ‘difícil’, utilizado cuando una especie es de difícil posición sistemática.

### Taxonomía
Un estudio filogenético de los pinzones de Darwin de Lamichhaney et al. (2015) que analizó 120 individuos representando todas las especies y dos parientes próximos reveló discrepancias con la taxonomía actual basada en fenotipos. El estudio descubrió evidencias de amplio flujo genético entre las varias poblaciones de pinzones de Darwin y que la diversidad genética es mayor de lo que se esperaba para pequeñas poblaciones insulares. Una de las conclusiones fue que los taxones tratados como subespecies de la presente especie G. difficilis acutirostris, G. difficilis septentrionalis, y también G. conirostris propinqua, deberían ser considerados como especies separadas. El Comité de Clasificación de Sudamérica (SACC) en la Propuesta N° 676 aprobó dicha separación. Es monotípica.